# Веш (річка)

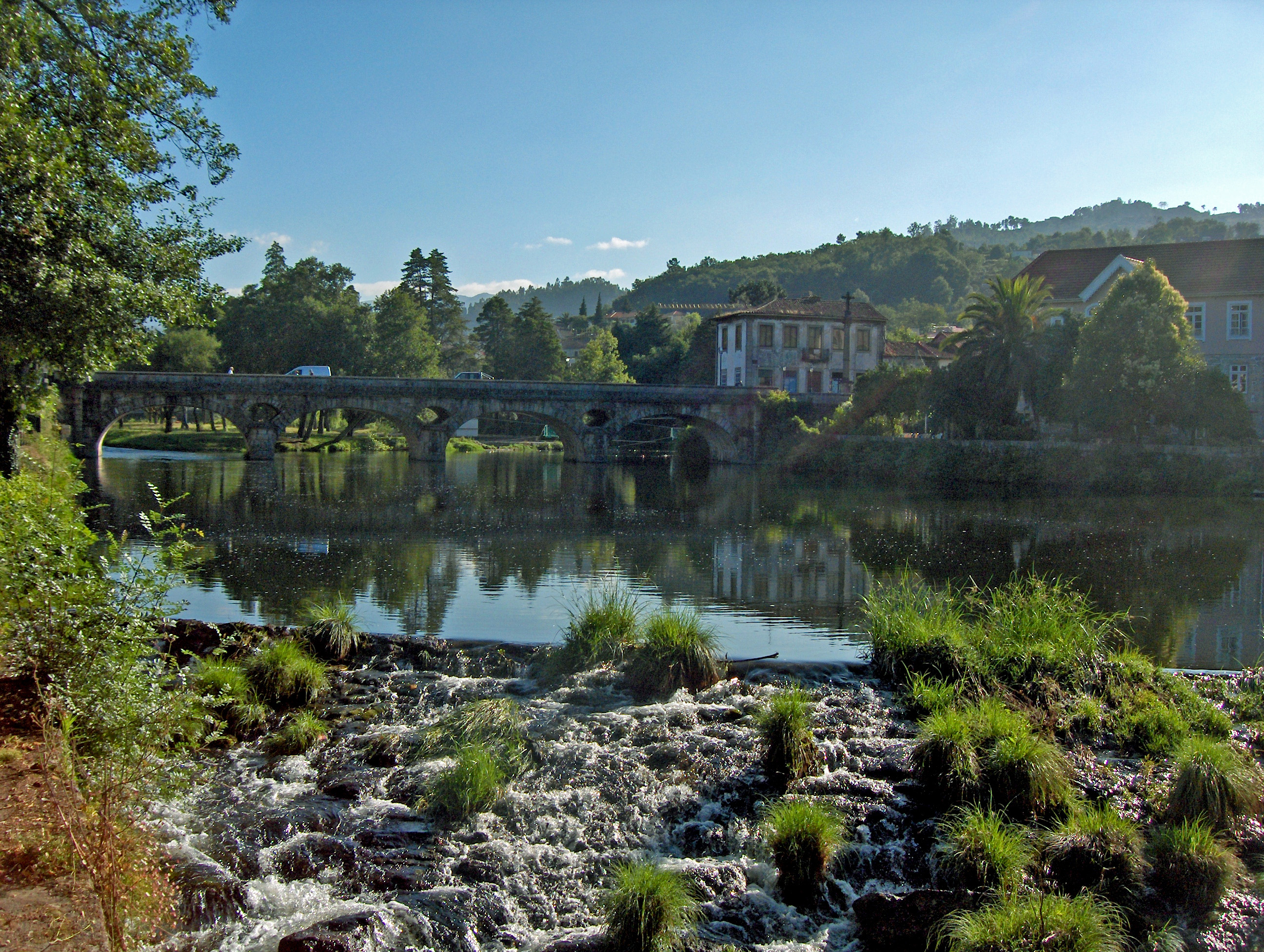
Міст на річці Веш у містечку Аркуш-де-Валдевеш.

Ве́ш (порт. Rio Vez) — річка в Португалії, притока річки Ліма. Довжина — 36 км, площа басейну — 263,3 км². Бере початок на горі Суажу, в національному парку Пенеда-Жереш, на висоті 1250 м. Протікає на півночі країни. Впадає у річку Ліма. На річці розташоване містечко Аркуш-де-Валдевеш. Притоки — Кабейру, Фрадеш, Сан-Мамеде, Азере, Фріу.